# Euphorbia sphaerorhiza
Euphorbia sphaerorhiza är en törelväxtart som beskrevs av George Bentham. Euphorbia sphaerorhiza ingår i släktet törlar, och familjen törelväxter. Inga underarter finns listade i Catalogue of Life.